# Germano Bernardini
Pour les articles homonymes, voir Bernardini.
Germano Bernardini, né le 27 septembre 1928 à Pavullo nel Frignano et mort le 3 décembre 2023 à Reggio d'Émilie, est un prélat capucin italien, supérieur de la mission de Trabzon de 1966 à 1983 puis archevêque d'Izmir de 1983 à 2004.

## Biographie

### Jeunesse
Germano Bernardini naît le 27 septembre 1928 à Verica, un quartier de Modène. Il est le fils des vénérables Sergio et Domenica Bernardini. Il grandit ainsi auprès de son frère et de ses huit sœurs. Le dévouement de sa mère envers lui, son frère et son père est total. Leur vie de famille est notamment basée sur la prière. À l'adolescence, il entre, comme les autres enfants de la famille, au sein de la Confrérie du Saint-Sacrement ainsi que de l’Office des tertiaires franciscains. 
Le 21 mars 1953, il est ordonné prêtre pour l'ordre des Frères mineurs capucins.

### Épiscopat
Le 19 décembre 1966, il est nommé supérieur ecclésiastique de la mission de Trabzon, en Turquie, par le pape Paul VI. Puis, de 1983 à 1993, il exerce la charge d'administrateur apostolique de Trabzon. Parallèlement, le 22 janvier 1983, il est nommé archevêque d'Izmir par le pape Jean-Paul II. Il est ainsi consacré le 9 avril suivant par Mgr Bruno Foresti (it), assisté de Mgr Félix Job — son frère adoptif — et de Mgr Sergio Adolfo Govi (de).
Il se retire finalement le 11 octobre 2004, à l'âge de 76 ans. Il meurt le 3 décembre 2023 âgé de 95 ans.

## Préfacier
- Guy Pagès (préf. Germano Bernardini), Interroger l'Islam : éléments pour le dialogue islamo-chrétien, Paris, Éditions Dominique Martin Morin, mars 2013, 320 p.